# Durchwachsenes Laichkraut
Das Durchwachsene Laichkraut (Potamogeton perfoliatus) gehört zur Familie der Laichkrautgewächse (Potamogetonaceae). Es handelt sich um eine am Gewässergrund verwurzelte Tauchblattpflanze.

## Merkmale
Durchwachsenes Laichkraut entwickelt – je nach Wassertiefe – bis zu sechs Meter lange, gerade, verzweigte Stängel. Die ausschließlich submers wachsenden Blätter sind eiförmig-lanzettlich bis kreisrund, recht groß (6 bis 12 Zentimeter lang, 3,5 bis 6 Zentimeter breit), hell- bis dunkelgrün, netznervig und durchscheinend. Sie sind charakteristischerweise herzförmig stängelumfassend und bedecken einander fast dachziegelartig. Die Art bildet von Juni bis August ährige, dichte Blütenstände mit unscheinbar grünlichen Blüten aus. Diese Ähren werden einen bis drei Zentimeter lang, ragen zwecks Windbestäubung aus dem Wasser heraus und fruchten schließlich reichlich. Die Früchtchen (Nüsse) sind mit zwei bis drei Millimetern recht dick.
Die Chromosomenzahl beträgt 2n = 52.

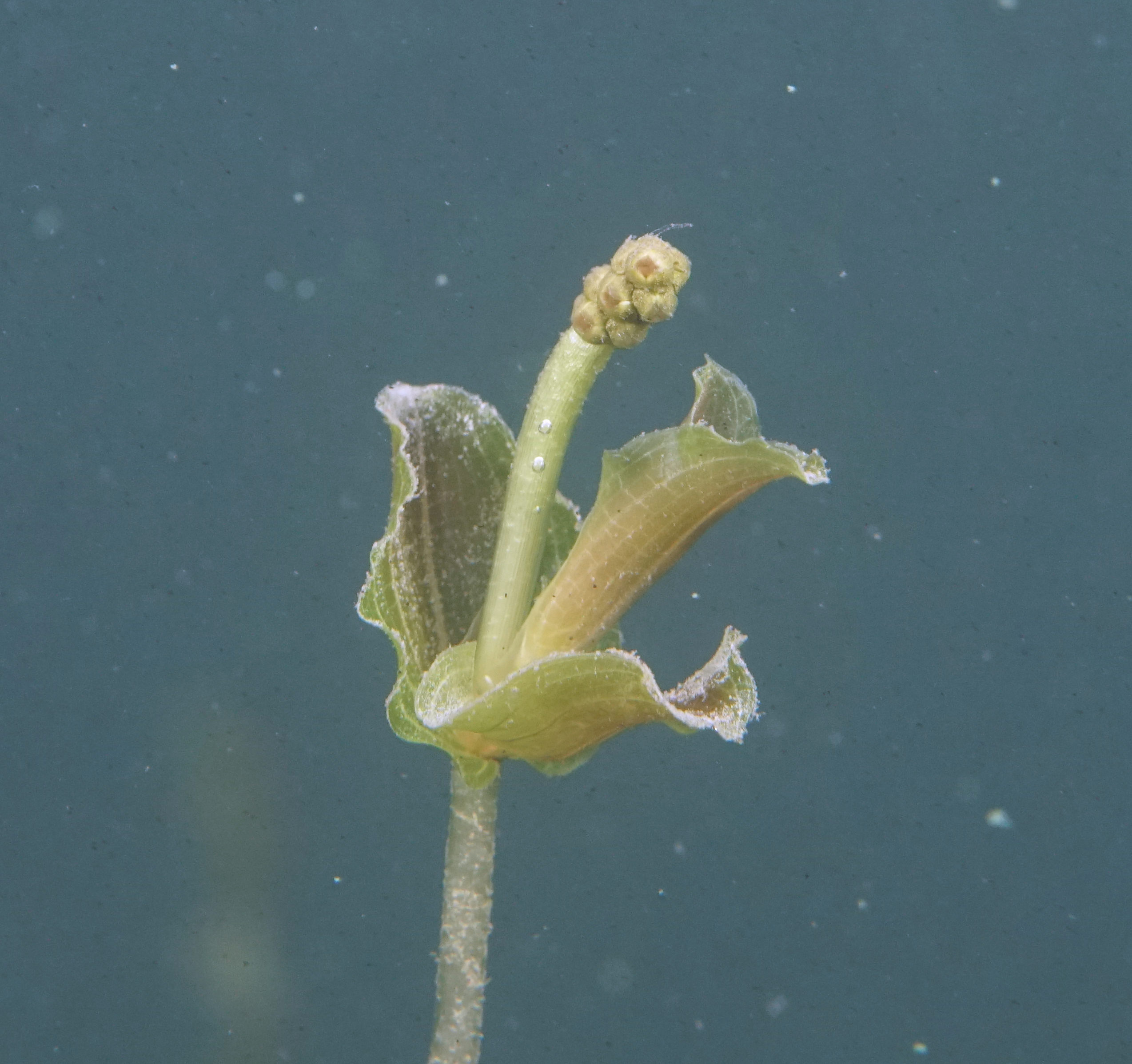
Ähre des Durchwachsenen Laichkraut

## Verbreitung
Potamogeton perfoliatus ist in den gemäßigten bis kühlen Zonen der Nordhalbkugel weit verbreitet und kommt südwärts bis Sumatra vor.   In mehreren Unterarten werden Europa (weitgehend ohne die Mittelmeerregion), Nordasien und Nordamerika besiedelt. In Mitteleuropa liegt der Verbreitungsschwerpunkt im Tiefland, namentlich in den großen Flussniederungen und beispielsweise in der Mecklenburgischen Seenplatte. In den Alpen kommt das Durchwachsene Laichkraut bis in Höhen von 1680, nach anderen Angaben bis 1900 Metern vor. Im Bergland ist es im Allgemeinen aber selten.

## Lebensraum, Ökologie

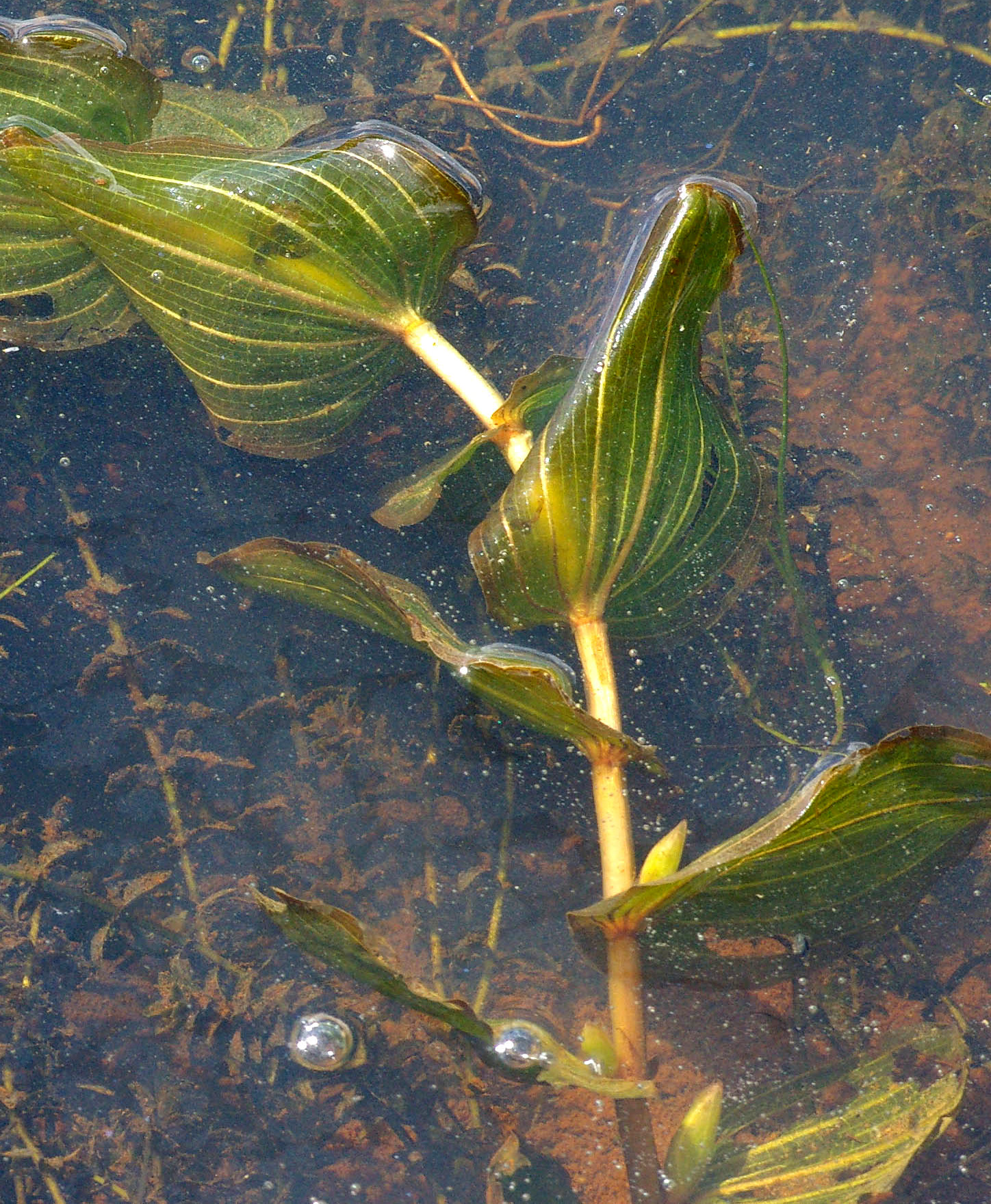
Bei dieser Pflanze waren bereits im August Winterknospen in einigen Blattachseln vorhanden

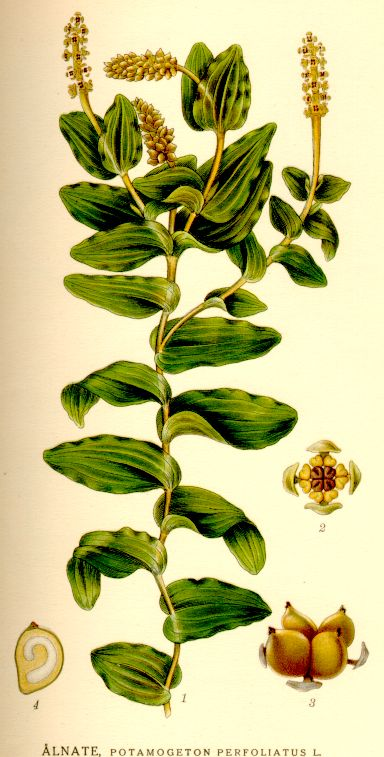
Durchwachsenes Laichkraut, Illustration

Die Art wächst in stehenden und langsam fließenden Gewässern wie Seen, Gräben, Altwässern, Kanälen und Flüssen. Sie bevorzugt basen- und nährstoffreiche Gewässer mit humosem Schlamm-, Mudde- oder Sandboden und besiedelt Tiefen von 50 bis 700 Zentimetern – oft in reinen Beständen, aber auch vergesellschaftet mit anderen Laichkräutern sowie weiteren Tauch- und Schwimmblattpflanzen. Potamogeton perfoliatus ist eine Ordnungscharakterart der Großlaichkrautgesellschaften (Potamogetonetalia). Ein gewisser Verschmutzungs- und Trübungsgrad des Wassers wird ertragen. Bei übermäßiger Eutrophierung verschwindet die Pflanze aber. Regional steht sie daher auf mancher Roten Liste.
Wie für einige Laichkräuter typisch, sterben die Sprosse im Herbst ab und die Art überdauert mit Hilfe von zuvor gebildeten Winterknospen, die sich ablösen, auf den Gewässerboden sinken und sich im Folgejahr zu neuen Pflanzen entwickeln. In kalkreichen Gewässern sind die Blätter oft mit einer hellgrauen Kruste aus kohlensaurem Kalk überzogen, den die Wasserpflanze bei ihrer Assimilation aus dem Wasser ausfällt.

## Systematik
Durchwachsenes Laichkraut kann mit einigen anderen Großlaichkrautarten bastardieren: Die Hybride aus Potamogeton perfoliatus und dem Spiegelnden Laichkraut (Potamogeton lucens) wird „Weidenblättriges Laichkraut“, Potamogeton × salicifolius Wolfg., genannt, die Hybride unter Beteiligung des Grasblättrigen Laichkrautes (Potamogeton gramineus) heißt „Schimmerndes Laichkraut“, Potamogeton × nitens Weber.